# Barrio de Guadalupe del Mezquitillo
Barrio de Guadalupe del Mezquitillo es una localidad del estado mexicano de Guanajuato. Es parte del municipio de San Francisco del Rincón.

## Toponimia
El nombre «Guadalupe» hace referencia a la santa patrona de la localidad: Nuestra Señora de Guadalupe.

## Demografía
| Gráfica de evolución demográfica |
|                                  |

| Censo | Población |
| ----- | --------- |
| 1921  | 219       |
| 1930  | —         |
| 1940  | 132       |
| 1950  | 335       |
| 1960  | 404       |
| 1970  | 1 081     |
| 1980  | 659       |
| 1990  | 834       |
| 2000  | 1 128     |
| 2010  | 1 084     |
| 2020  | 1 415     |